# Il divieto d'amare
Il divieto d'amare o La novizia di Palermo (Das Liebesverbot oder Die Novize von Palermo) è la seconda opera di Richard Wagner e la prima ad essere rappresentata. Il libretto in due atti fu scritto dallo stesso compositore e si basa sulla commedia di William Shakespeare Misura per misura.
L'opera fu composta nel 1834 e lo stesso Wagner ne diresse la prima il 29 marzo 1836 al Teatro di Magdeburgo. La platea era quasi vuota, il protagonista, un certo Freimüller, si dimenticò la parte e dovette improvvisare: fu un fiasco clamoroso, ma ancora più "memorabile" fu la seconda rappresentazione, che fu interrotta anche prima che salisse il sipario sulla prima scena a causa di una rissa scoppiata dietro le quinte fra un cantante e il marito della primadonna per motivi di gelosia. Non fu mai più portata in scena durante la vita di Wagner, ma è stata occasionalmente rispolverata, più per ragioni di curiosità che artistiche, in particolare nel 1983, anno del centenario della morte di Wagner, quando fu diretta con discreto successo da Wolfgang Sawallisch.

## Analisi
Il tema centrale dell'opera è l'aspirazione a un eros libero, non più costretto entro una morale rigida e bigotta; un tema che si ripresenterà con ben altra profondità in altre opere di Wagner, come Tannhäuser, La Valchiria e Tristano e Isotta. In queste opere, l'abbandono all'amore conduce gli amanti a una lotta tragica contro l'ordine sociale che li circonda. Nel Divieto d'amare, poiché si tratta di una commedia, la conclusione è lieta e l'espressione sfrenata della sessualità ha il sopravvento nel carnevale orgiastico cui si abbandona l'intera popolazione al momento finale della calata del sipario. Questi temi furono ispirati al giovane Wagner dalla frequentazione con l'amico scrittore Heinrich Laube. Vi è anche l'umoristica contrapposizione fra la rigidità teutonica, impersonata dall'austero e ridicolo reggente Federico, e la passionalità e la spontaneità italiane.
Il divieto d'amare ha tutti i limiti di un'opera giovanile. In molti punti la musica appare ricalcata su modelli noti, quali Weber, Beethoven e più ancora, fuori dall'ambito tedesco, il prediletto Bellini, Auber e Meyerbeer.

## Trama
La vicenda si svolge in Sicilia, nel XVI secolo.

### Atto I
Un immaginario sovrano di Sicilia lascia il suo regno per visitare Napoli, e affida al reggente Friedrich l'autorità di esercitare i poteri regi per riformare i costumi della capitale, Palermo, tali da provocare l'indignazione del Consiglio. Gli ufficiali pubblici si impegnano dunque a chiudere tutte le case di piacere di un quartiere della città, e ne arrestano i frequentatori. La popolazione si oppone però a questi nuovi provvedimenti, e comincia a montare l'agitazione. Luzio, giovane aristocratico e scavezzacollo, vorrebbe emergere come capopopolo, e subito trova l'occasione per giocare un ruolo attivo per la causa della popolazione oppressa quando incontra il suo amico Claudio che viene condotto in prigione. Da questi viene a sapere che, secondo un'antica legge rispolverata da Friedrich, Claudio verrà condannato alla pena di morte per una relazione amorosa illecita in cui è coinvolto. La sua amata, che l'inimicizia fra i rispettivi genitori gli impedisce di sposare, gli ha partorito un figlio. Lo zelo puritano di Friedrich si allea con l'odio delle famiglie; Claudio teme il peggio, e la sua unica speranza di salvezza è che sua sorella Isabella, tramite le sue suppliche, possa ammorbidire il cuore di pietra del reggente. Claudio implora il suo amico di andare subito a cercare Isabella nel convento delle Elisabettiane, in cui è da poco entrata come novizia.
Il convento. Isabella e la sua amica Mariana, anche lei novizia, si scambiano confidenze. Mariana rivela all'amica, che non rivedeva da tempo, l'infelice sorte che l'ha portata in quel luogo. Un uomo di alto rango l'aveva indotta ad avere con lui una relazione segreta giurandole eterna fedeltà. Ma quando ella si era vista da lui non solo tradita, ma anche minacciata, aveva scoperto che si trattava dell'uomo più potente del regno, nient'altri che il reggente stesso. Lo sdegno di Isabella si esprime in parole appassionate, ed ella si quieta solo al pensiero di aver decisamente rinunciato a un mondo in cui un crimine così vile possa restare impunito. Quando però Luzio le reca notizia della sorte di suo fratello, la disapprovazione di Isabella per la condotta di Claudio è nulla al confronto dell'indignazione per l'ipocrisia del reggente, che è pronto a punire così crudelmente un'offesa che, a paragone con la sua, appare veniale perché almeno non macchiata dal tradimento. Il suo violento sfogo la fa apparire molto seducente agli occhi di Luzio; innamoratosi di lei a prima vista, egli cerca di spingerla a lasciare il convento e a sposarlo. Ella riesce a tenere a freno il suo impeto, ma accetta di essere scortata da lui al tribunale del reggente per perorare la causa del fratello.
Un'aula di tribunale. Svariati individui sono accusati dal capitano degli sbirri di offese contro la morale. La situazione si fa ancora più seria quando fra la folla tumultuante si fa largo la cupa sagoma del reggente Friedrich: questi impone il silenzio e ascolta di persona il caso di Claudio, opponendosi con durezza a ogni suo tentativo di difesa. L'implacabile giudice è già sul punto di pronunciare la sentenza, quando entra Isabella, e richiede, di fronte a tutti, un'udienza privata con il reggente. Durante il colloquio, ella si comporta con nobile dignità nei confronti di quell'uomo odiato e disprezzato, e fa appello ai suoi sentimenti di carità e pietà. Le interruzioni di lui servono solo a eccitare il suo ardore: parla con teneri accenti dell'errore di suo fratello, e implora il perdono. Friedrich, che mentre l'ascoltava sentiva crescere in sé il desiderio, non riesce più a trattenersi e promette di salvare Claudio se lei in cambio gli si concederà. Piena di indignazione per una proposta tanto villana, Isabella chiama a gran voce la gente all'esterno, intenzionata a rivelare a tutti l'ipocrisia del reggente. Con poche significative parole, però, Friedrich, agitatissimo, riesce a farle capire che l'attuazione del suo piano è impossibile, ma la giovane progetta subito un altro stratagemma. Poche frasi sussurrate da lei fanno tremare di estasi il reggente: Isabella gli promette che la notte seguente gli farà arrivare un messaggio, e sarà pronta a esaudire il suo desiderio. E così, in un'atmosfera densa di eccitazione e di attesa, si conclude il primo atto.

### Atto II
Isabella raggiunge il fratello nel giardino del carcere per comunicargli le intenzioni di Friedrich, ma non lo stratagemma che ha escogitato, ossia di mandare Mariana al suo posto all'appuntamento con il vicario; Claudio dichiara di preferire la morte al disonore. Lasciato il fratello, Isabella consegna a Dorella due lettere, da recapitare al vicario e a Mariana. Giunge intanto Lucio, che rivolge parole d'amore a Isabella, esortandola a non riprendere la via del convento una volta ottenuta la grazia per il fratello; Dorella, un tempo amata da Lucio, è furente, ma si reca ugualmente presso il palazzo di Friedrich. Quest'ultimo apprende dunque che a mezzanotte dovrà trovarsi sul corso, mascherato; Dorella è fermata da Brighella, e riesce a liberarsene solo in cambio della promessa di un appuntamento notturno presso il corso. Anche a Lucio Isabella ha detto dell'appuntamento ma non dello stratagemma, per punirlo della sua audacia, ed egli è in preda a una folle gelosia.
Esterno del palazzo di Friedrich. È notte: tutta la città ha disatteso l'ordine del vicario e festeggia il carnevale; Lucio intrattiene gli astanti con una canzonetta licenziosa. Irrompono Brighella e gli sbirri, e sta per avere inizio una colluttazione, ma Lucio convince il popolo a disperdersi per le vie della città; anche Brighella, cui è sembrato di vedere la maschera di Dorella, si allontana in cerca di lei. Giungono, mascherate in modo identico, Isabella e Mariana, mentre anche Friedrich, a sua volta mascherato, si aggira in cerca di Isabella: finalmente la trova, ignaro che si tratti di Mariana, mentre Dorella blocca Lucio, intenzionato a sbarrare il passo al seduttore della presunta Isabella; Lucio non trova altro modo di liberarsene che baciarla appassionatamente, ma la scena suscita la gelosia di Brighella e della vera Isabella – entrambi nascosti – rispettivamente per Dorella e per Lucio. Il quartetto che si origina è interrotto dal sopraggiungere di Ponzio, diretto al carcere per consegnare a Claudio, come convenuto, la lettera di grazia del vicario; Isabella la intercetta e scopre che Friedrich ha in realtà firmato un atto definitivo di condanna. Furibonda, si mette a gridare fino a quando non accorre tutto il popolo; prende allora ad esortarlo alla ribellione contro il vicario. Ponzio, nel frattempo, ha catturato due coppie di maschere, ree di atti licenziosi: davanti a tutto il popolo vengono così smascherati Friedrich, che si intratteneva con la sua ex amante Mariana, e Brighella, che aveva finalmente vinto la resistenza di Dorella. Questo era dunque il "divieto d'amare"? Spontanea sorge la ribellione e Claudio, liberato dal carcere, viene condotto in trionfo. Perdonati Friedrich e lo sbirro Brighella, si forma un corteo festoso nel quale tutte le coppie sfilano a braccetto; tra di esse vi è anche Isabella, che ha infine rinunciato al convento per Lucio. Nel frattempo, giunge la lieta notizia dell'imminente ritorno del re.

## Incisioni
- Wolfgang Sawallisch, Bayerische Staatsoper, Sabine Hass, Pamela Coburn, Robert Schunk, Hermann Prey - 1983 (Orfeo D'or).